# Dobra község
Dobra község (románul: Comuna Dobra) község Hunyad megyében, Romániában. Központja Dobra, beosztott falvai Abucsa, Fazacsel, Lapusnyak, Mihalesd, Pánk, Pánkszelistye, Radulesd, Roskány, Sztancsesd, Sztancsesdohába, Sztregonya, Sztrettye.

## Népessége
A 2011-es népszámlálás adatai alapján a község népessége 3345 fő volt.